# Juan Pablo Gianini
Juan Pablo Gianini (Salto, Provincia de Buenos Aires, 23 de octubre de 1978) es un piloto argentino de automovilismo y exmotociclista internacional. Si bien su carrera deportiva se inició en el motociclismo de velocidad, ganó alta notoriedad y reconocimiento como automovilista. Compitió en las categorías 125 y 250 del Campeonato Argentino de Motociclismo, coronándose como campeón de ambas divisionales. Compitió también en la categoría Superbikes, siendo bicampeón en 1997 y 1998. Asimismo, fue el segundo piloto argentino en disputar una competencia del Campeonato Mundial de Motociclismo de 500cc., que más tarde sería conocido como MotoGP.
Tras su paso por el motociclismo, inició su carrera deportiva en el automovilismo, donde compitiera sucesivamente en las categorías Turismo Pista, TC Pista y Turismo Carretera. Actualmente se desempeña en esta última divisional, en la que obtuvo su primer triunfo el 9 de noviembre de 2003, en el Autódromo Ciudad de Nueve de Julio, al comando de un Ford Falcon de su propia estructura. Tal mérito lo convertiría en el ganador número 181 del historial del TC.
Para la temporada 2019 y en paralelo a su participación dentro del Turismo Carretera, anunció su ingreso a la categoría TC Pick Up donde participó al comando de una unidad Ford Ranger, atendida por su propio equipo. Con esta unidad, se terminó proclamando campeón tras haber obtenido 5 victorias en 9 competencias, destacando que su ingreso tuvo lugar recién a partir de la segunda fecha del campeonato.

## Biografía

### Años como motociclista
Nacido en la localidad de Salto, de donde también es oriundo el séptuple campeón de TC Guillermo Ortelli, Gianini inició su carrera deportiva a los 12 años, pero en el mundo de las 2 ruedas, al debutar en la especialidad motocross, en el año 1990. En 1992, tuvo su primera experiencia sobre pista asfaltada, al debutar en la categoría 125 cc. Del Campeonato Argentino de Motociclismo. Durante los años 1992 y 1995 compitió sucesivamente en las divisionales de 125 cc. y 250 cc. obteniendo títulos en ambas categorías y ascendiendo a la divisional mayor, Superbikes.
En 1996 y con 17 años, conseguiría debutar en la máxima compitiendo para una escudería semioficial Kawasaki. Con este equipo, obtendría en los años siguientes el bicampeonato '97-'98, tras el cual le llegaría el ofrecimiento de mayor relevancia de su carrera deportiva: Fue invitado a competir en el Gran Premio de la República Argentina del Campeonato Mundial de Motociclismo de 500 cc (hoy MotoGP). El ofrecimiento lo haría el equipo australiano Shell Advance, donde el argentino compartiría equipo con los pilotos Craig Connell y Juan Bautista Borja. Aquel día, Gianini se convertiría en el primer motociclista argentino en debutar y completar una carrera de la máxima divisional del motociclismo mundial, al terminar en la 19.ª colocación. Aquel fin de semana quedó grabado en la memoria de muchos argentinos, por una alternativa vivida en las tandas clasificatorias, cuando Gianini desarrolló varios giros persiguiendo al histórico Mick Doohan, quien finalmente cerraría la jornada como vencedor y proclamándose campeón del mundo.  Tras esta competencia, Gianini recibiría una propuesta para convertirse en tester del Team Advance. Sin embargo, dejó el motociclismo por motivos económicos y pasó a competir en automovilismo al año siguiente.

### Automovilista
Tras haber cerrado definitivamente su carrera deportiva como motociclista, Juan Pablo Gianini decidió probar suerte en el automovilismo. Fue así que su mentor deportivo Hugo Vignetti, quien lo apadrinara durante su etapa como motociclista, conseguiría asegurarle una butaca para su debut en las cuatro ruedas: Fue en 2000, a bordo de un Ford Escort de la categoría Turismo Pista. Con esta unidad haría sus primeras armas en el automovilismo de velocidad, ganando nada más ni nada menos que el día de su debut. Pero ese mismo año, su actividad no quedaba allí, ya que recibiría un ofrecimiento de parte de Carlos Saiz para conducir un Chevrolet Chevy, debutando en el Autódromo Ciudad de Nueve de Julio. Fue su debut dentro del TC Pista, alcanzando un segundo puesto ese mismo día. En el año 2001, Gianini desarrolló su primera temporada completa en el TC Pista, preparando para esta ocasión un Ford Falcon y contando con el apoyo constante de Hugo Vignetti. Con el Ford, Gianini conseguiría anotarse sus primeros dos triunfos en la divisional en Rafaela y La Plata, y posicionándose en la pelea por el campeonato. Sin embargo, terminaría perdiendo sus chances, luego de un despiste en Río Gallegos, cerrando su participación en el 5° lugar del torneo.

### Debut en Turismo Carretera
La carrera deportiva de Gianini continuó de manera casi exclusiva dentro del Turismo Carretera, donde a pesar de no cosechar grandes resultados, consiguió consolidar a su grupo de trabajo creando a su alrededor su propia escudería a la que inicialmente denominó Gianini Sport. Con este equipo consiguió incursionar hasta la mitad del año 2010, en el cual ingresó a la escudería HAZ Racing Team en reemplazo del experimentando Rafael Verna. Tras haber participado en las últimas fechas de 2010 como piloto de tiempo completo, en 2011 arribó a un acuerdo con la escudería HAZ con el fin de continuar recibiendo asesoramiento técnico, a la vez de reflotar su proyecto de continuar con su estructura propia. A partir de allí comenzó a denominar a su escudería como JPG Racing.

### TC Pick Up y sus primeros títulos de automovilismo nacional
Al comando del JPG Racing, su carrera continuó en los años siguientes, hasta que en 2019 y en paralelo a su participación en el Turismo Carretera, anunció su ingreso al TC Pick Up donde se presentó compitiendo al comando de una camioneta Ford Ranger.
En esta última categoría, si bien debutó en la segunda fecha del torneo, desarrolló una labor sobresaliente que le permitió alzarse con 5 triunfos en las 9 carreras que compitió, lo que a su vez derivó en su primera consagración dentro del automovilismo argentino.
En 2020 repitió la fórmula del año anterior, con un Ford Falcon para Turismo Carretera y una Ford Ranger de TC Pick Up. Las restricciones a las actividades deportivas impuestas por el Gobierno Argentino, a raíz de la pandemia de SARS-CoV-2 ocurrida ese año, hizo mella en los planes de ACTC que debió recortar los calendarios de sus categorías. A pesar de ello, Gianini exhibió una buena performance en el TC, logrando clasificar a la etapa de definición y asegurarse una nueva victoria final. En tanto que en el TCPK, a pesar de haber encontrado resistencia en las primeras fechas, nuevamente volvió a demostrar un gran potencial equilibrado, que desembocó en su segundo título consecutivo dentro de esta categoría.

## Trayectoria
| Motociclismo  | Motociclismo                             | Motociclismo    |
| Año           | Categoría                                | Automóvil       |
| ------------- | ---------------------------------------- | --------------- |
| 1992          | Debut en el CAM Categoría 125 cc.        | -               |
| 1993          | CAM Categoría 125 cc.                    | -               |
| 1994          | CAM Categoría 125 cc.                    | -               |
| 1995          | Campeón CAM Categoría 125 cc.            | -               |
| 1996          | CAM Categoría 250 cc. Debut y campeonato | -               |
| 1997          | CAM Superbikes. Debut y campeonato       | Kawasaki 500cc. |
| 1998          | Bicampeón CAM Superbikes                 | Kawasaki 500cc. |
| 1998          | Campeonato Mundial de 500cc., 1 carrera  | Honda 500cc.    |
| 1999          | CAM Superbikes                           | Kawasaki 500cc. |
| Automovilismo |                                          |                 |
| Año           | Categoría                                | Automóvil       |
| 2000          | Debut en Turismo Pista                   | Ford Escort XR3 |
| 2000          | Debut en TC Pista, 1 carrera             | Chevrolet Chevy |
| 2001          | TC Pista                                 | Ford Falcon     |
| 2002          | Debut en Turismo Carretera               | Ford Falcon     |
| 2003          | Turismo Carretera                        | Ford Falcon     |
| 2004          | Turismo Carretera                        | Ford Falcon     |
| 2005          | Turismo Carretera                        | Ford Falcon     |
| 2006          | Turismo Carretera                        | Ford Falcon     |
| 2007          | Turismo Carretera                        | Ford Falcon     |
| 2008          | Turismo Carretera                        | Ford Falcon     |
| 2008          | Top Race V6, 1 carrera                   | Ford Mondeo II  |
| 2009          | Turismo Carretera                        | Ford Falcon     |
| 2010          | Turismo Carretera                        | Ford Falcon     |
| 2011          | Turismo Carretera                        | Ford Falcon     |
| 2011          | Torneo de invitados de TC Mouras         | Ford Falcon     |
| 2012          | Turismo Carretera                        | Ford Falcon     |
| 2012          | Torneo de invitados de TC Mouras         | Ford Falcon     |
| 2013          | Turismo Carretera                        | Ford Falcon     |
| 2013          | Torneo de invitados de TC Mouras         | Ford Falcon     |
| 2014          | Turismo Carretera                        | Ford Falcon     |
| 2014          | Torneo de invitados de TC Mouras         | Ford Falcon     |
| 2015          | Turismo Carretera                        | Ford Falcon     |
| 2016          | Turismo Carretera                        | Ford Falcon     |
| 2017          | Turismo Carretera                        | Ford Falcon     |
| 2017          | Torneo de invitados de TC Mouras         | Dodge Cherokee  |
| 2018          | Turismo Carretera                        | Ford Falcon     |
| 2018          | Torneo de invitados de TC Mouras         | Ford Falcon     |
| 2019          | Turismo Carretera                        | Ford Falcon     |
| 2019          | Debut en TC Pick Up. Campeón             | Ford Ranger     |
| 2020          | Turismo Carretera                        | Ford Falcon     |
| 2020          | TC Pick Up. Campeón                      | Ford Ranger     |
| 2021          | Turismo Carretera                        | Ford Falcon     |
| 2021          | TC Pick Up                               | Ford Ranger     |

- [1]

## Carreras ganadas

### Turismo Carretera
| # | Carrera n.º | Fecha      | Autódromo                          | Marca       |
| - | ----------- | ---------- | ---------------------------------- | ----------- |
| 1 | 1002        | 09/11/2003 | Autódromo Ciudad de Nueve de Julio | Ford Falcon |
| 2 | 1128        | 09/10/2011 | Autódromo José Muñiz               | Ford Falcon |
| 3 | 1249        | 07/07/2019 | Autódromo Rosamonte                | Ford Falcon |

### TC Pick Up
| # | Carrera n.º | Fecha      | Autódromo                   | Marca       |
| - | ----------- | ---------- | --------------------------- | ----------- |
| 1 | 7           | 27/04/2019 | Autódromo Roberto Mouras    | Ford Ranger |
| 2 | 9           | 30/06/2019 | Autódromo Roberto Mouras    | Ford Ranger |
| 3 | 11          | 18/08/2019 | Parque Ciudad de Río Cuarto | Ford Ranger |
| 4 | 12          | 15/09/2019 | Autódromo Roberto Mouras    | Ford Ranger |
| 5 | 15          | 15/12/2019 | Autódromo Roberto Mouras    | Ford Ranger |
| 6 | 18          | 1/11/2020  | Autódromo Roberto Mouras    | Ford Ranger |
| 7 | 22          | 6/12/2020  | Autódromo Roberto Mouras    | Ford Ranger |
| 8 | 23          | 21/03/2021 | Autódromo Roberto Mouras    | Ford Ranger |

## Palmarés
| Título  | Categoría  | Modelo      | Año  |
| ------- | ---------- | ----------- | ---- |
| Campeón | TC Pick Up | Ford Ranger | 2019 |
| Campeón | TC Pick Up | Ford Ranger | 2020 |
| Campeón | TC Pick Up | Ford Ranger | 2021 |